# TVP3 Gorzów Wielkopolski

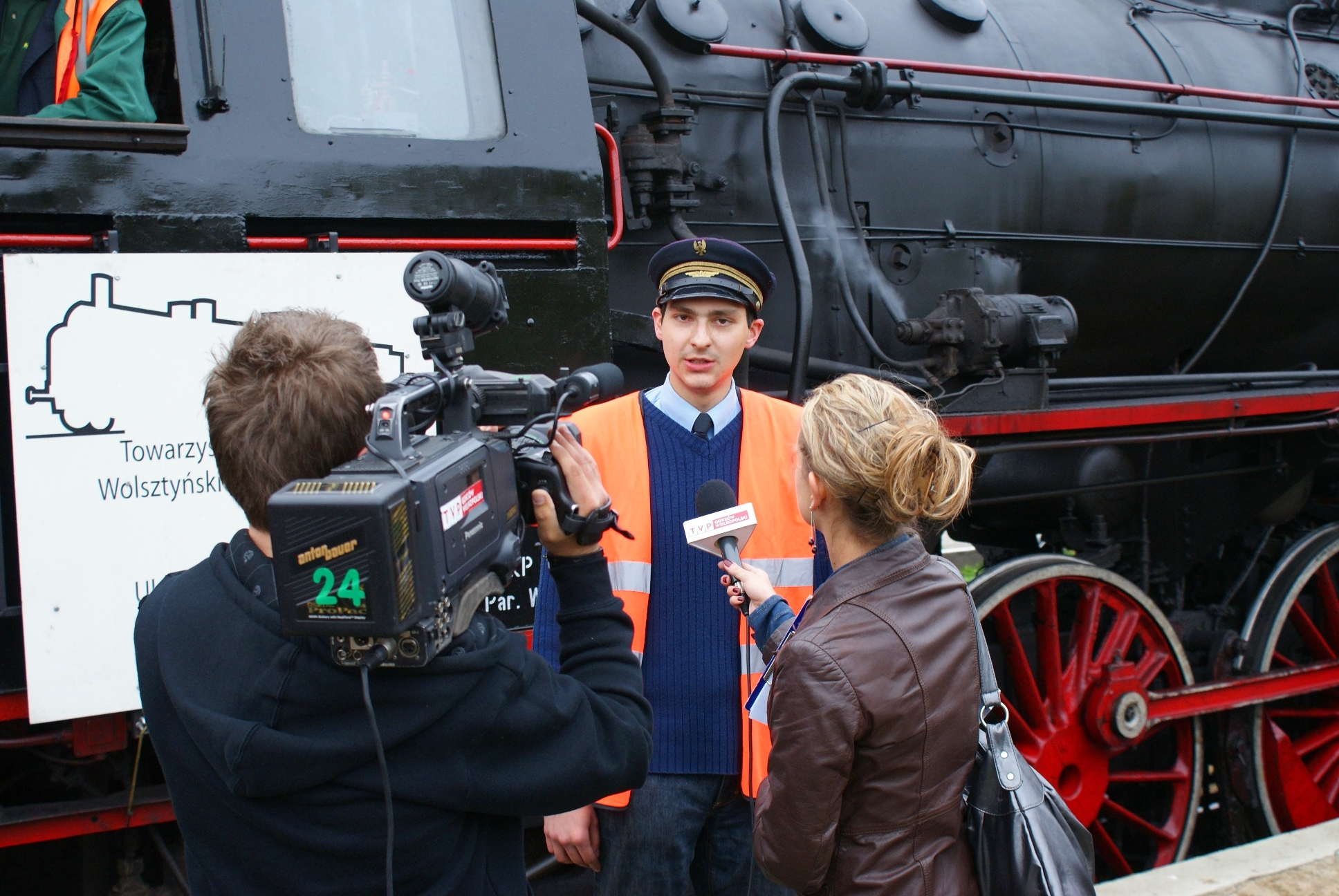
Reporterka Aleksandra Modzelan przeprowadzająca wywiad z Filipem Bebenowem – rzecznikiem Towarzystwa Przyjaciół Wolsztyńskiej Parowozowni, podczas imprezy kolejowej „Parowozem przez Wielkopolskę” (2009)

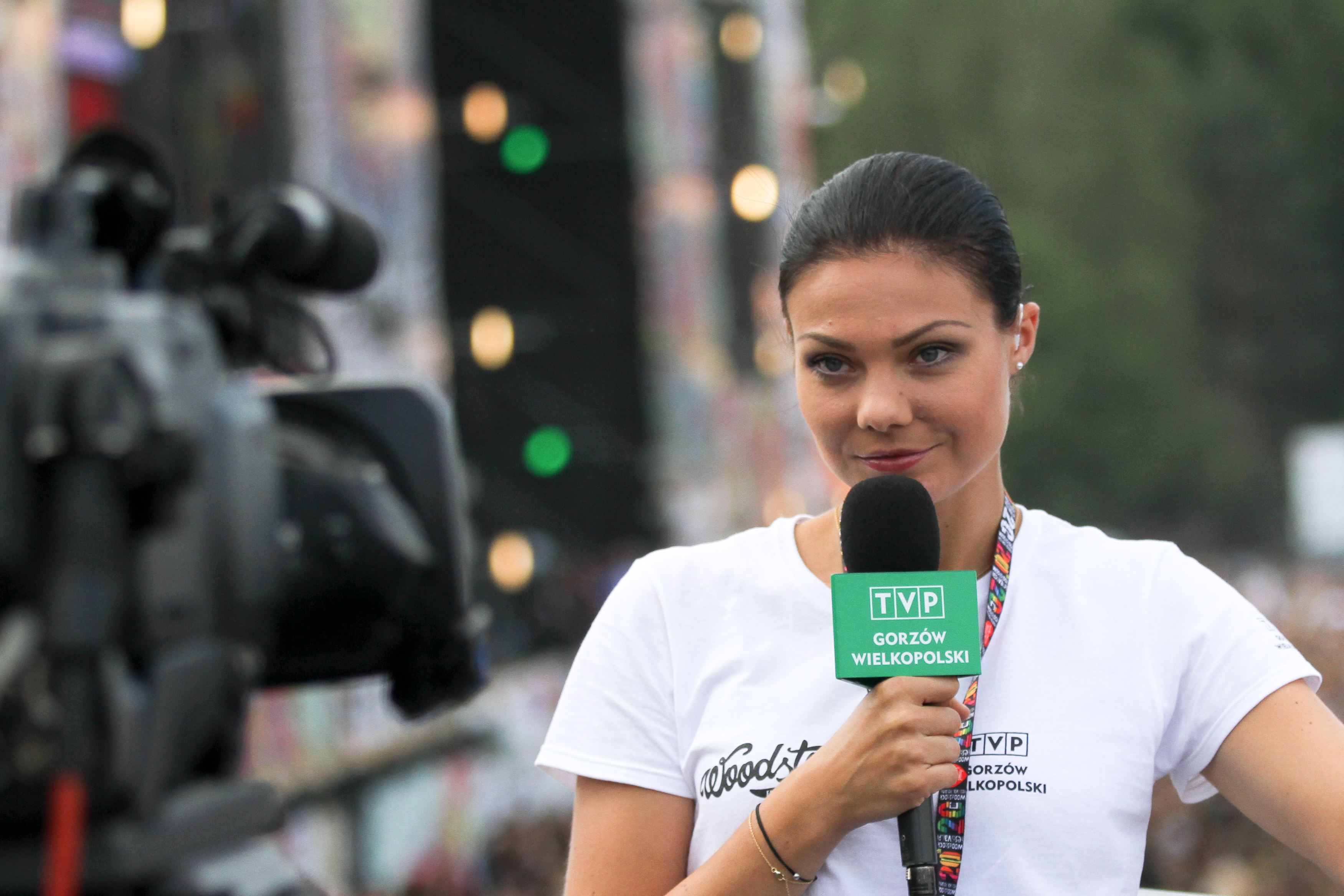
Reporterka Agata Sendecka zdająca relację z 20. Przystanku Woodstock w Kostrzynie nad Odrą (2014)

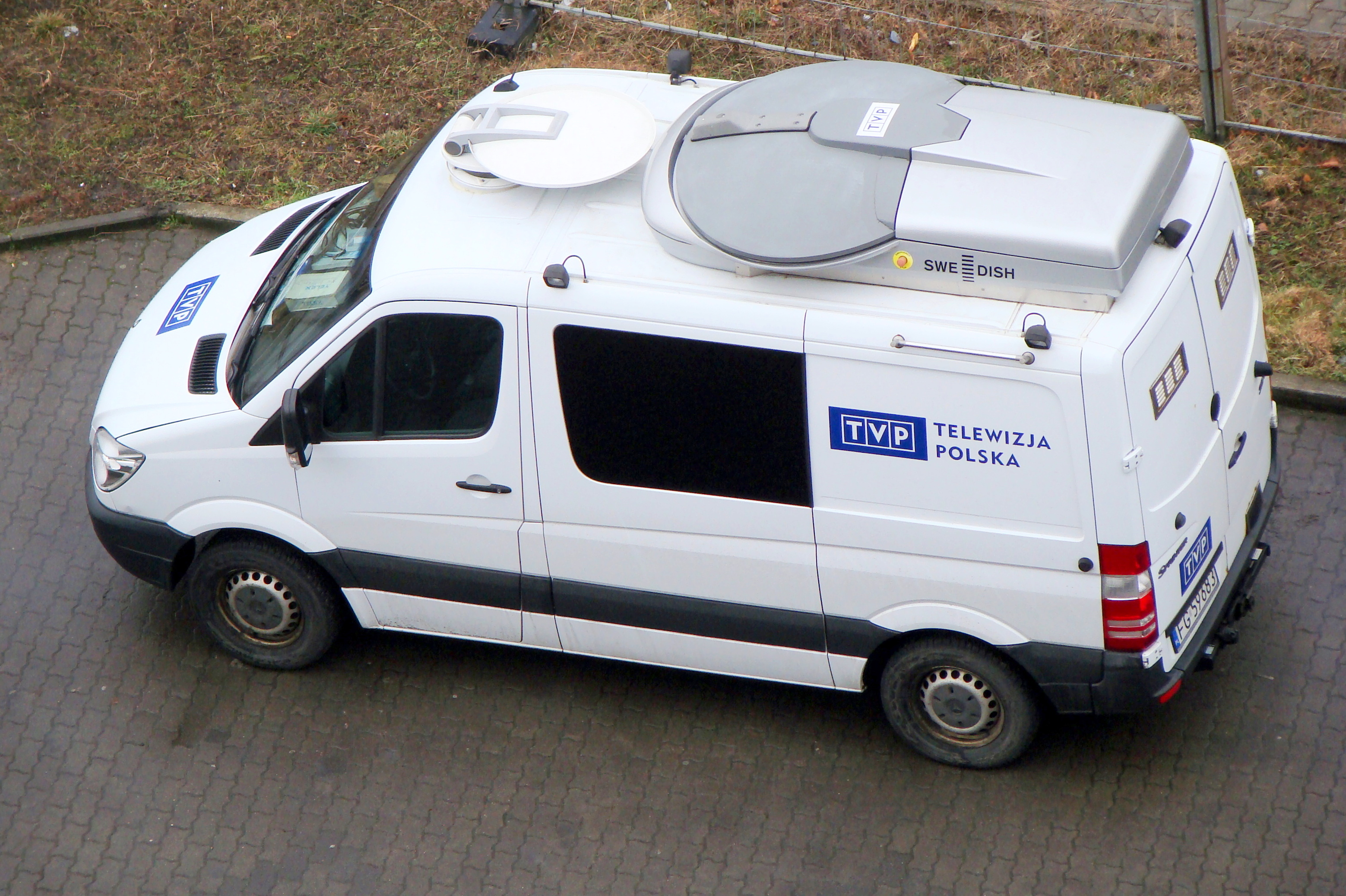
Wóz transmisyjny oddziału

TVP3 Gorzów Wielkopolski (Telewizja Polska SA Oddział w Gorzowie Wielkopolskim, do 2005 roku Lubuski Ośrodek Regionalny TVP SA w Gorzowie Wielkopolskim, dawniej TVP Gorzów Wielkopolski, TVP3 Lubuska) – oddział terenowy Telewizji Polskiej z siedzibą główną w Gorzowie Wielkopolskim oraz redakcją terenową w Zielonej Górze. Sztandarowym programem TVP3 Gorzów Wielkopolski jest serwis informacyjny Informacje Lubuskie.
Kanał TVP3 Gorzów Wielkopolski nadawany jest bezpłatnie w ramach ogólnopolskiego trzeciego multipleksu naziemnej telewizji cyfrowej (MUX 3). Dostępny jest również w sieciach kablowych oraz bezpłatnie w Internecie dzięki stronie internetowej TVP Stream i aplikacji TVP GO.

## Kalendarium
- 28 lutego 2001 – powołanie Lubuskiego Ośrodka Regionalnego TVP SA w Gorzowie Wielkopolskim, podlegającego Oddziałowi Terenowemu w Poznaniu[3]. Początkowo ośrodek zajmował się produkcją przede wszystkim jednego programu – Teleskopu Lubuskiego. Z czasem ośrodek zaczął produkować również inne audycje. Utworzona została również redakcja w Zielonej Górze. Nadawał codziennie dwie godziny programu własnego jako TVP3 Lubuska, resztę czasu wypełniały programu z Poznania i Warszawy[4].
- 11 kwietnia 2001 – pierwsze wydanie Teleskopu Lubuskiego, który był emitowany na obszarze województwa lubuskiego w czasie, gdy w Wielkopolsce emitowany był Teleskop Miejski poświęcony problemom Poznania[4].
- 7 marca 2003 – zmiana logo i oprawy graficznej tak jak w pozostałych programach Telewizji Polskiej[5].
- 1 stycznia 2005 – zgodnie z Ustawą z dnia 2 kwietnia 2004 r. o zmianie ustawy o radiofonii i telewizji, utworzono Oddział Terenowy TVP SA w Gorzowie Wielkopolskim, uniezależniając go tym samym od oddziału poznańskiego[6][7]. Tego samego dnia nadano pierwsze wydanie Informacji Lubuskich[8]
- 2006 – telewizja otrzymuje od miasta działkę przy ul. Piłsudskiego, na której ma zostać zbudowana nowa siedziba Oddziału[9].
- październik 2007 – ośrodek otrzymuje własny wóz satelitarny[10].
- 6 października 2007 – program lubuskiego ośrodka jest nadawany w pasmach lokalnych TVP Info[11].
- 1 grudnia 2007 – program ośrodka nadaje jako TVP Gorzów Wielkopolski[12].
- 9 kwietnia 2008 – TVP Gorzów zaczyna nadawać w testowym multipleksie naziemnej telewizji cyfrowej w standardzie DVB-T MPEG-4/H.264 z dźwiękiem AC-3 (Dolby Digital), który nadawano z nadajników RTCN Jemiołów i RTCN Wichów na kanale 45 w trybie SFN (Single-Frequency Network), co oznacza, że nadajniki pracują synchronicznie i wzajemnie uzupełniają się zasięgiem. W ramach multipleksu testowego nadawano także inne kanały telewizyjne – TVP1, TVP2, TVP Historia, TVP Kultura, TVP Sport, TVP Polonia oraz stacje radiowe – PR 1, PR 2, PR 3[13][14][15].
- 27 kwietnia 2011 – uruchomienie nadajnika MUX 3 z RON Podmiejska wraz z programem TVP Gorzów[16][17].
- 30 sierpnia 2011 – program TVP Gorzów został dodany w MUX 3 jako druga wersja regionalna TVP Info z nadajników RTCN Szczecin/Kołowo, SLR Legnica i RTON Wrocław/Żórawina[16]
- 14 grudnia 2011 – uruchomienie nadajników MUX 1 z RTCN Jemiołów i RTCN Wichów wraz z TVP Gorzów jako wersją regionalną TVP Info[18][19].
- 1 czerwca 2012 – program TVP Gorzów został zastąpiony w MUX 3 programem TVP Opole z nadajników SLR Legnica i RTON Wrocław/Żórawina[20].
- 7 listopada 2012 – wyłączenie analogowego nadajnika TVP Gorzów na RTCN Jemiołów o godz. 4:15[21].
- 1 stycznia 2013 – nowa oprawa i studio Informacji Lubuskich[22]
- 25 lutego 2013 – wszystkie kanały regionalne TVP, w tym kanał gorzowskiego ośrodka, można oglądać bezpłatnie w Internecie dzięki stronie internetowej i aplikacji TVP Stream[2].
- 20 maja 2013 – uruchomienie nadajników MUX 3 z RTCN Wichów i RTCN Jemiołów wraz z programem TVP Gorzów[23].
- 1 września 2013 – TVP Gorzów Wielkopolski nadaje swój program w TVP Regionalna[24].
- 23 grudnia 2013 – Informacje Lubuskie rozpoczynają nadawanie w formacie 16:9[25].
- 1 stycznia 2014 – TVP Gorzów rozpoczyna nadawanie w formacie 16:9[25].
- 25 kwietnia 2014 – uruchomienie nadajnika MUX 3 w Dobiegniewie o mocy 0,125 kW, którą pięć miesięcy później zwiększono do 5 kW[26]. Tego samego dnia włączono nadajniki z obiektów w Drezdenku i RTON Zielona Góra/ul. Ptasia[27].
- 2 października 2014 – wyłączono tymczasowy nadajnik TVP Gorzów na terenie punktu uzdatniania wody w Drezdenku. Po zwiększeniu mocy nadajnika w pobliskim Dobiegniewie obiekt tego dnia został zlikwidowany[28].
- 2 stycznia 2016 – zmiana nazwy z TVP Gorzów Wielkopolski na TVP3 Gorzów Wielkopolski[29].
- 26 sierpnia 2021 – rozpoczęto budowę nowej siedziby Oddziału na działce przy ul. Piłsudskiego w Gorzowie Wielkopolskim[30].
- 14 lutego 2022 – TVP3 Gorzów Wielkopolski można oglądać bezpłatnie dzięki aplikacji TVP GO dostępnej na systemach iOS i Android[31].
- 28 marca 2022 – w ramach tzw. refarmingu, czyli zwolnienia kanałów telewizyjnych na potrzeby telefonii komórkowej, uruchomiono nowy nadajnik MUX 3 w Gubinie i zwiększono moc z dotychczasowych obiektów[32].
- 15 grudnia 2023 – rozpoczęcie emisji TVP3 Gorzów Wielkopolski w jakości HD[33].
- 20 grudnia 2023 – w związku ze zmianą władz w TVP, sygnał TVP3 Gorzów Wielkopolski został wyłączony, w jego miejsce pojawił się sygnał TVP2[34]. Wznowienie emisji sygnału TVP3 Gorzów nastąpiło 3 stycznia 2024.
- 5 lutego 2025 – rozpoczęcie nadawania z nowej siedziby przy ul. Piłsudskiego[8].
- 17 lutego 2025 – rozpoczęcie nadawania serwisów informacyjnych ze studia w nowej siedzibie[35].

## Nadajniki naziemne TVP3 Gorzów Wielkopolski

### Nadajniki analogowe wyłączone 7 listopada 2012 roku
| Typ obiektu | Nazwa obiektu         | Częstotliwość (MHz) | Kanał | Polaryzacja | Charakterystyka promieniowania | Moc (kW) | Data uruchomienia nadajnika | Data wyłączenia nadajnika |
| ----------- | --------------------- | ------------------- | ----- | ----------- | ------------------------------ | -------- | --------------------------- | ------------------------- |
| RTCN        | Zielona Góra/Jemiołów | 695,25 MHz          | 49    | pozioma (H) | dookólna (ND)                  | 100 kW   | 28 grudnia 1998             | 7 listopada 2012          |

Opracowano na podstawie materiału źródłowego.

### Nadajniki cyfrowe DVB-T2MUX 3
Wszystkie nadajniki są położone w województwie lubuskim. 28 marca 2022 roku ze względu na zmianę standardu nadawania na DVB-T2/HEVC w województwach lubuskim i dolnośląskim (nie dotyczyło to MUX 3 i MUX 8) oraz tzw. refarming, czyli zwolnienie kanałów telewizyjnych na potrzeby telefonii komórkowej, niektóre emisje przeniesiono na nowe częstotliwości, uruchomiono nowe albo zwiększono moc emisji z dotychczasowych nadajników. 15 grudnia 2023 roku zmieniono standard nadawania nadajników MUX 3 na DVB-T2/HEVC. 
| Typ obiektu | Nazwa obiektu               | Częstotliwość (MHz) | Kanał | Polaryzacja | Charakterystyka promieniowania | Moc (kW) | Data uruchomienia nadajnika |
| ----------- | --------------------------- | ------------------- | ----- | ----------- | ------------------------------ | -------- | --------------------------- |
| RTCN        | Zielona Góra/Jemiołów       | 562 MHz             | 32    | pozioma (H) | dookólna (ND)                  | 120 kW   | 20 maja 2013                |
| RTCN        | Żagań/Wichów                | 562 MHz             | 32    | pozioma (H) | dookólna (ND)                  | 100 kW   | 20 maja 2013                |
| TON         | Dobiegniew                  | 562 MHz             | 32    | pozioma (H) | kierunkowa (D)                 | 8 kW     | 25 kwietnia 2014            |
| RON         | Gorzów Wlkp./ul. Podmiejska | 562 MHz             | 32    | pozioma (H) | kierunkowa (D)                 | 7,9 kW   | 27 kwietnia 2011            |
| RTON        | Zielona Góra/ul. Ptasia     | 562 MHz             | 32    | pozioma (H) | dookólna (ND)                  | 2,5 kW   | 25 kwietnia 2014            |
| TON         | Gubin                       | 562 MHz             | 32    | pozioma (H) | kierunkowa (D)                 | 0,5 kW   | 28 marca 2022               |

#### Wyłączone nadajniki cyfrowe DVB-T MUX 3
| Typ obiektu | Nazwa obiektu    | Częstotliwość (MHz) | Kanał | Polaryzacja | Charakterystyka promieniowania | Moc (kW) | Data uruchomienia nadajnika | Data wyłączenia nadajnika |
| ----------- | ---------------- | ------------------- | ----- | ----------- | ------------------------------ | -------- | --------------------------- | ------------------------- |
| TON         | Drezdenko/Radowo | 562 MHz             | 32    | pozioma (H) | kierunkowa (D)                 | 0,125 kW | 25 kwietnia 2014            | 2 października 2014       |

Opracowano na podstawie materiału źródłowego.

## Programy TVP3 Gorzów Wielkopolski
Ramówka obejmuje m.in. programy informacyjne z regionu, publicystyczne, przyrodnicze, reportaże, transmisje z mszy świętych, transmisje sportowe oraz relacje z koncertów, spektakli i wystaw.

### Programy własne (stan na zimę 2022)
Informacje i publicystyka
- Informacje Lubuskie (od 2005 roku) – program informacyjny ośrodka w Gorzowie Wielkopolskim
- Pogoda (TVP3 Gorzów Wielkopolski) (od 2005 roku) – prognoza pogody
- Przegląd prasy (od 2022 roku)
- Prosto z Parlamentu Europejskiego (od 2021 roku)
- Rozmowa dnia (od 2005 roku) – rozmowy nawiązujące do aktualnych wydarzeń w regionie
- W obiektywie wojewody (od 2010 roku[43]) – rozmowy z lubuskim wojewodą
- Ring (od 2017 roku) – polityczne podsumowanie tygodnia

Społeczeństwo
- Pasjonaci (od 2021 roku)
- Rodzina na plus (od 2016 roku) – magazyn rodzinny
- Kalejdoskop (od 2013 roku) – ludzie z pasją, zapowiedzi akcji społecznych i porady specjalistów
- Ichtis (od 2009 roku[44]) – magazyn religijny
- Lubuski Raport Gospodarczy (od 2007 roku[45])

Kultura i sztuka
- Ekstraklasa kulturalna – wydarzenia kulturalne w regionie, z najwyższej artystycznej półki
- Kulturalnie do stołu (od 2019 roku)

Sport
- Sport (TVP3 Gorzów Wielkopolski) (od 2005 roku) – informacje sportowe
- Magazyn sportowy (od 2016 roku) – podsumowanie sportowego weekendu w województwie lubuskim
- Czas na sport (od 2020 roku) – rozmowy o lubuskim światku sportowym oraz zapowiedzi wydarzeń weekendowych
- Magazyn koszykarski (od 2016 roku)

Historia
- Rozmowy z historią (od 2021 roku)
- Ludzie Solidarności (od 2021 roku)
- Pamięć i Tożsamość (od 2017 roku)

Reportaże
- Magazyn reporterski – w programie podejmowane są kontrowersyjne i trudne tematy.

### Programy nieemitowane w TVP3 Gorzów Wielkopolski (niepełna lista)
- Afisz kulturalny
- Biznes na roli
- Europa to MY
- Flesz gospodarczy
- Lubuska Kronika Kulturalna
- Lubuski Arkusz Poetycki
- Lubuski Samorząd
- Nasze Lubuskie
- Nasze Zdrowie
- Obiektyw – magazyn lubuskich reporterów
- Parlamentarne pojedynki
- Pogoda dla Seniora
- Przegląd tygodnia
- Rok na Winnicy
- Sport Flesz
- Sport Studio
- Sportowy Afisz
- Telewizyjna Galeria Sztuki
- W Oku Cyklonu
- Dogrywka – wydarzenia sportowe
- Co? Gdzie? Kiedy? – zapowiedź imprez sportowych
- Rozmaitości Lubuskie
- Minął Tydzień
- W Twojej Sprawie – magazyn interwencyjny
- Zapytaj Eksperta – program z telefonicznym udziałem telewidzów

Opracowano na podstawie materiału źródłowego.

## Logo
| Okres wykorzystywania             | Opis | Ilustracja |
| --------------------------------- | --- | ---------- |
| 28 lutego 2001 – 6 marca 2003     | Po lewej stronie paski w barwach ówczesnej TVP – czerwony, zielony i niebieski. Obok obowiązujące w tamtym czasie logo nadawcy, a po prawej stronie cyfra 3. Na dole znajduje się rozszerzony napis Lubuska. |            |
| 7 marca 2003 – 30 listopada 2007  | Na zielonym tle logo TVP3, pod spodem podpis Lubuska. Na ekranie logo krystaliczne (od 6 października do 30 listopada 2007 bez cyfry 3).                                                                     |            |
| 1 grudnia 2007 – 31 sierpnia 2013 | Logo podobne do TVP Info – zamiast napisu INFO jest napis Gorzów Wielkopolski. |            |
| 1 września 2013 – 1 stycznia 2016 | Logo TVP Regionalna bez regionalna, pod nim biały napis Gorzów Wielkopolski; wszystko na zielonym tle. Logo występuje także w odwrotnej wersji kolorystycznej.                                               |            |
| od 2 stycznia 2016                | Na granatowym tle logo TVP3, pod spodem podpis Gorzów Wielkopolski. Od połowy grudnia 2023 roku logo na ekranie jest mniejsze.                                                                               |            |

## Dyrektorzy TVP3 Gorzów Wielkopolski
| okres pełnienia funkcji | okres pełnienia funkcji | imię i nazwisko     |
| od                      | do                      | imię i nazwisko     |
| ----------------------- | ----------------------- | ------------------- |
| 28 lutego 2001          | 1 maja 2006             | Dariusz Frejman     |
| 2 maja 2006             | 29 stycznia 2009        | Piotr Sołtysiński   |
| 29 stycznia 2009        | 28 lipca 2010           | Łukasz Kotalla      |
| 28 lipca 2010           | 05 lutego 2016          | Artur Gurec         |
| 06 stycznia 2016        | 14 lutego 2016          | Andrzej Loch (p.o.) |
| 15 lutego 2016          | grudzień 2023           | Robert Jałowy       |
| styczeń 2024            |                         | Andrzej Loch (p.o.) |